# Соловьиная Роща (микрорайон)
Микрорайон «Соловьиная Роща» — комплекс жилых зданий повышенной комфортности в Промышленном районе города Смоленска.

## Местоположение
На юге район граничит с СНТ «Дружба», на востоке — с микрорайоном «Киселёвка», на западе — с посёлком Тихвинка.

## История
В 1980-е годы территория нынешнего микрорайона была частью лесопарка «Тихвинка». Здесь было запланировано строительство девятого микрорайона с панельной советской застройкой. В 1990-х проект был заморожен.
В начале 2000-х годов по инициативе почетного гражданина города Смоленска Александра Петровича Степанова было начато строительство нового микрорайона, который стал первым построенным в постсоветское время на территории Смоленской области. Первый дом возведен в 2004 году по адресу: улица Рыленкова, д. 30 А.
К 2017 году в микрорайоне было построено более 30-ти 4-этажных, 5-этажных и 9-этажных домов повышенной комфортности. С 2019 года ведется строительство жилого комплекса «Соловьиная Роща. Новый квартал», который в 2020 году признан одним из лучших региональных жилищных комплексов по версии премии Министерства строительства и ЖКХ РФ «ТОП ЖК». 25 ноября 2021 года был заселён первый дом ЖК «Соловьиная Роща. Новый квартал» на улице Александра Степанова.
В 2023 году микрорайон «Соловьиная Роща» стал местом съёмки сериала «Девочка и робот». 27 декабря 2023 года близ микрорайона был открыт зоопарк.

## Транспорт
Через микрорайон ходит маршрутное такси № 42Н. Также до микрорайона можно добраться на автобусе № 22, 25, 34, 44, 45, 56, на троллейбусе № 2, 3, 4 и на трамвае № 2, 4.

## Объекты
- Парк «Соловьиная Роща»[13]
- Храм св. прп. Сергия Радонежского[14]
- МБДОУ «Детский сад № 79 «Соловушка»[15]
- МБДОУ «Детский сад № 88 «Мечта»[16]
- МБОУ "Многопрофильный Лицей"
- «Эколого-биологический центр» (Зоопарк)
- Магазин сети «Магнит»
- Магазин сети «Ярмарка»

## Фотогалерея

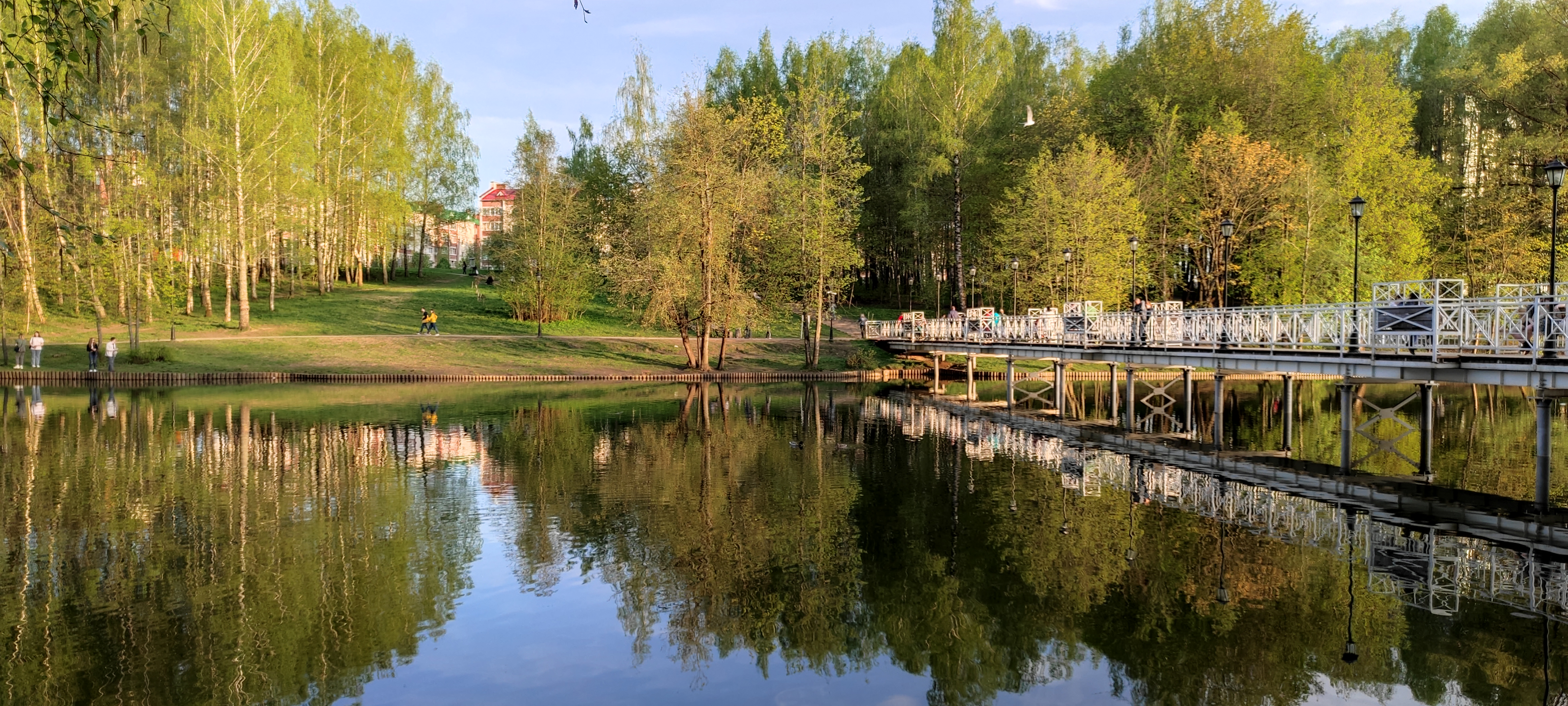
Парк «Соловьиная Роща»
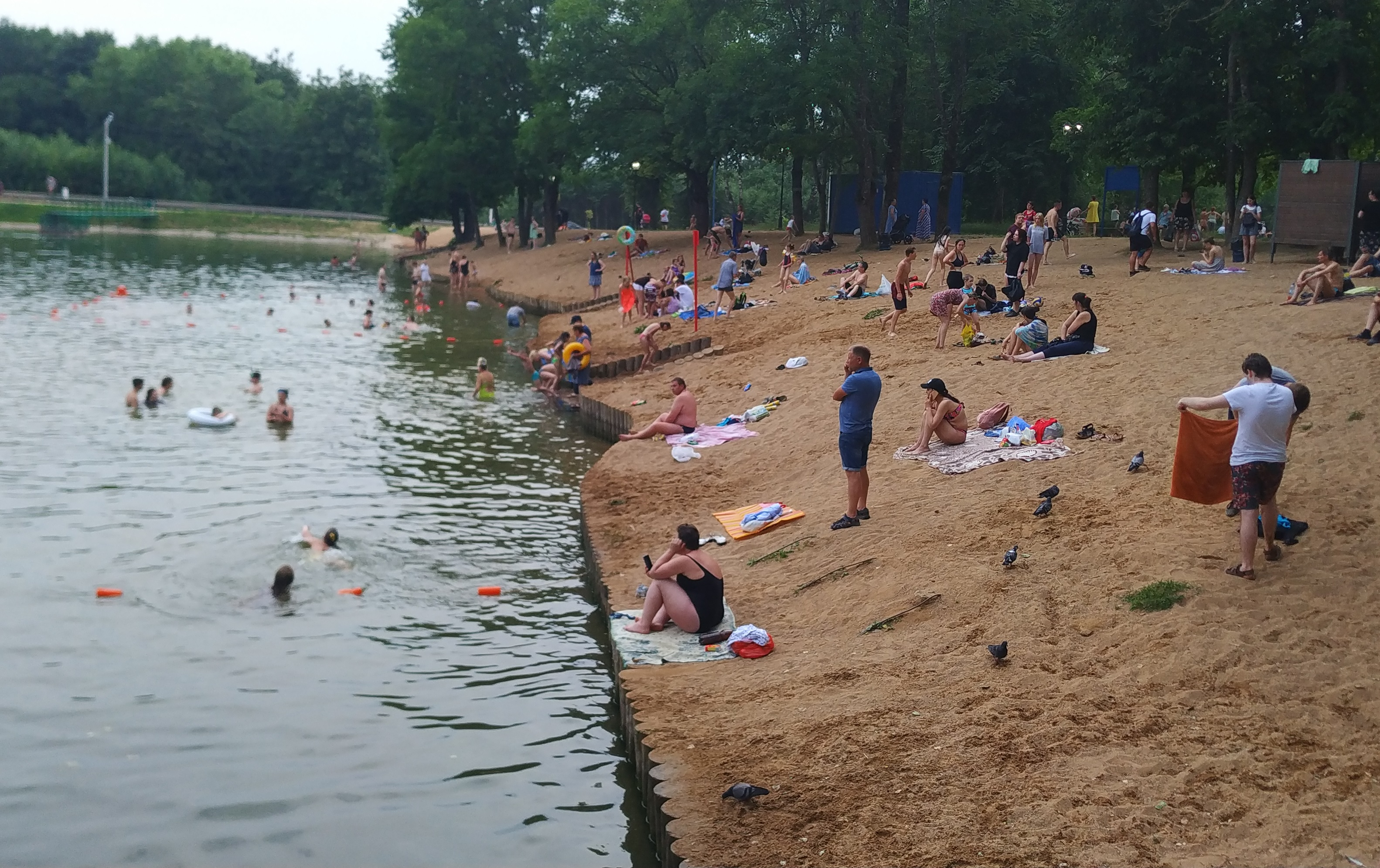
Летний пляж в парке
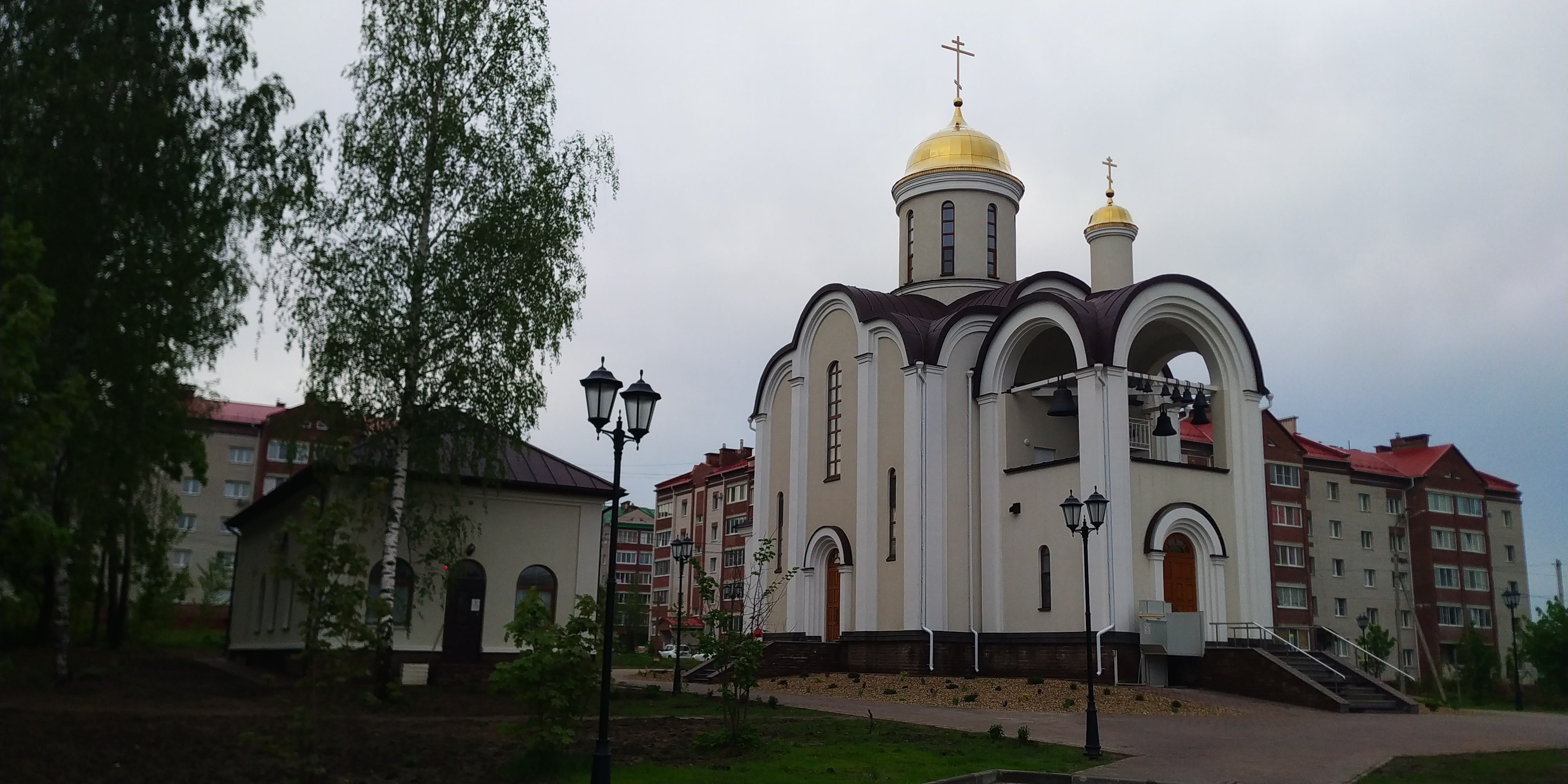
Храм св. прп. Сергия Радонежского